# 福图纳富特希尔斯
福图纳富特希尔斯（英語：Fortuna Foothills）是位於美國亞利桑那州尤馬縣的一個人口普查指定地區。根據2010年美國人口普查，該地人口為26265人，而該地的面積約為103.76平方千米。

## 地理
福图纳富特希尔斯的座標為32°39′28″N 114°24′43″W / 32.65778°N 114.41194°W，而該地最高點為海拔高度102米（即335英尺）。